# جون كارسون
جون كارسون (بالإنجليزية: John Carson)‏ (و. 1927 – 2016 م) هو ممثل، من المملكة المتحدة، ولد في سريلانكا، توفي في كيب تاون، عن عمر يناهز 89 عاماً.

## وصلات خارجية
- جون كارسون على موقع IMDb (الإنجليزية)
- جون كارسون على موقع ألو سيني (الفرنسية)
- جون كارسون على موقع أول موفي (الإنجليزية)
- جون كارسون على موقع قاعدة بيانات برودواي على الإنترنت (الإنجليزية)
- جون كارسون على موقع قاعدة بيانات الأفلام السويدية (السويدية)
- جون كارسون على موقع قاعدة بيانات الفيلم (الإنجليزية)
- جون كارسون على موقع كينوبويسك (الروسية)